# Giovane stupida
Giovane stupida è un singolo del cantautore italiano Cesare Cremonini, pubblicato il 28 febbraio 2020 come secondo estratto dal terzo album di raccolta Cremonini 2C2C - The Best Of.

## Video musicale
Il videoclip, diretto da Gaetano Morbioli e che conta la partecipazione dell'allora compagna (ormai ex compagna) Martina Maggiore, è stato pubblicato il 27 aprile 2020 sul canale Vevo-YouTube del cantante.

## Tracce
Testi di Cesare Cremonini e Davide Petrella.
1. Giovane stupida – 3:50

## Successo commerciale
In Italia il brano è stato il 51º più trasmesso dalle radio nel 2020.